# La giocatrice
La giocatrice (She Went to the Races) è un film del 1945 diretto da Willis Goldbeck.
È una commedia statunitense con James Craig, Frances Gifford e Ava Gardner.

## Trama
Un team di scienziati scopre un modo apparentemente infallibile per sapere in anticipo il cavallo vincente nelle corse ippiche.

## Produzione
Il film, diretto da Willis Goldbeck su una sceneggiatura di Lawrence Hazard, Buster Keaton (quest'ultimo non accreditato) su un soggetto di Alan Friedman e DeVallon Scott, fu prodotto da Frederick Stephani per la Metro-Goldwyn-Mayer e girato da inizio maggio a fine giugno 1945.

## Distribuzione
Il film fu distribuito con il titolo She Went to the Races negli Stati Uniti dal novembre del 1945 al cinema dalla Metro-Goldwyn-Mayer.
Altre distribuzioni:
- in Brasile (Ela Foi às Corridas)
- in Italia (La giocatrice)
- in Venezuela (La jugadora)

## Critica
Secondo il Morandini il film è una "commedia leggera recitata con piacevolezza".

## Promozione
Tra le tagline è: "WE PROFESSORS STARTED OUT LOOKING FOR BUGS...BUT FINISHED LOOKING AT HORSES! " (presente sulla locandina).